# 列加足球會
列加足球會（英語：Riga FC）是拉脫維亞里加的一個足球俱樂部，成立於2014年。自2016年起，该俱乐部参加拉脫維亞超級足球聯賽的赛事。球队的主场为斯孔托体育场。

## 历史
该俱乐部于2014年4月正式注册成立，由里加的两支球队卡兰姆巴足球俱乐部（FC Caramba）和里加迪纳摩（Dinamo Rīga）合并而成。2015赛季，球队以卡兰姆巴/迪纳摩足球俱乐部（FC Caramba/Dinamo）的名义，使用卡兰姆巴足球俱乐部的许可参加拉脱维亚足球甲级联赛并最终夺冠。球队在2016赛季晋级拉脱维亚足球超级联赛，并更名为里加足球俱乐部。

## 榮譽
- 拉脫維亞超級足球聯賽
  - 冠軍 (3): 2018, 2019, 2020
  - 亞軍 (2): 2022, 2023

- 拉脫維亞盃
  - 冠軍 (2): 2018, 2023
  - 亞軍 (2): 2016–17, 2017

- 拉脱维亚足球甲级联赛
  - 冠軍 (1): 2015